# اوسویکا
اوسویکا (به بلغاری: Usoyka) یک منطقهٔ مسکونی در بلغارستان است که در شهرستان بوبوشفو واقع شده‌است.
 اوسویکا ۶٫۲۶۱ کیلومتر مربع مساحت و ۳۹۴ نفر جمعیت دارد و ۴۷۳ متر بالاتر از سطح دریا واقع شده‌است.